# بابلو سانشيز
بابلو سانشيز (بالفرنسية: Pablo Sánchez Ibáñez)‏  (و. 1930 – 1987 م) هو حكم كرة قدم إسباني، ولد في إشبيلية، توفي في بطليوس، عن عمر يناهز 57 عاماً.

## روابط خارجية
- بابلو سانشيز على موقع Soccerway.com (الإنجليزية)